# 高山豆属
高山豆属（学名：Tibetia）是蝶形花科下的一个属，为多年生草本植物。该属共有4种，分布于中国甘肃、四川、云南及西藏。